# Machine à traire
Une machine à traire est un outil utilisé pour faciliter la traite des femelles d'espèces dont on collecte le lait. Ces machines aujourd'hui toutes pneumatiques (pour ce qui concerne les parties au contact de l'animal) ont un fonctionnement relativement doux et miment l'action du petit en train de téter. Cette machine est familièrement appelée trayeuse par les éleveurs laitiers ( trayeuse).
Un robot de traite est une machine à traire entièrement automatisée.
Un tire-lait maternel n'est autre qu'une machine similaire adaptée aux femmes qui allaitent ou donnent leur lait.

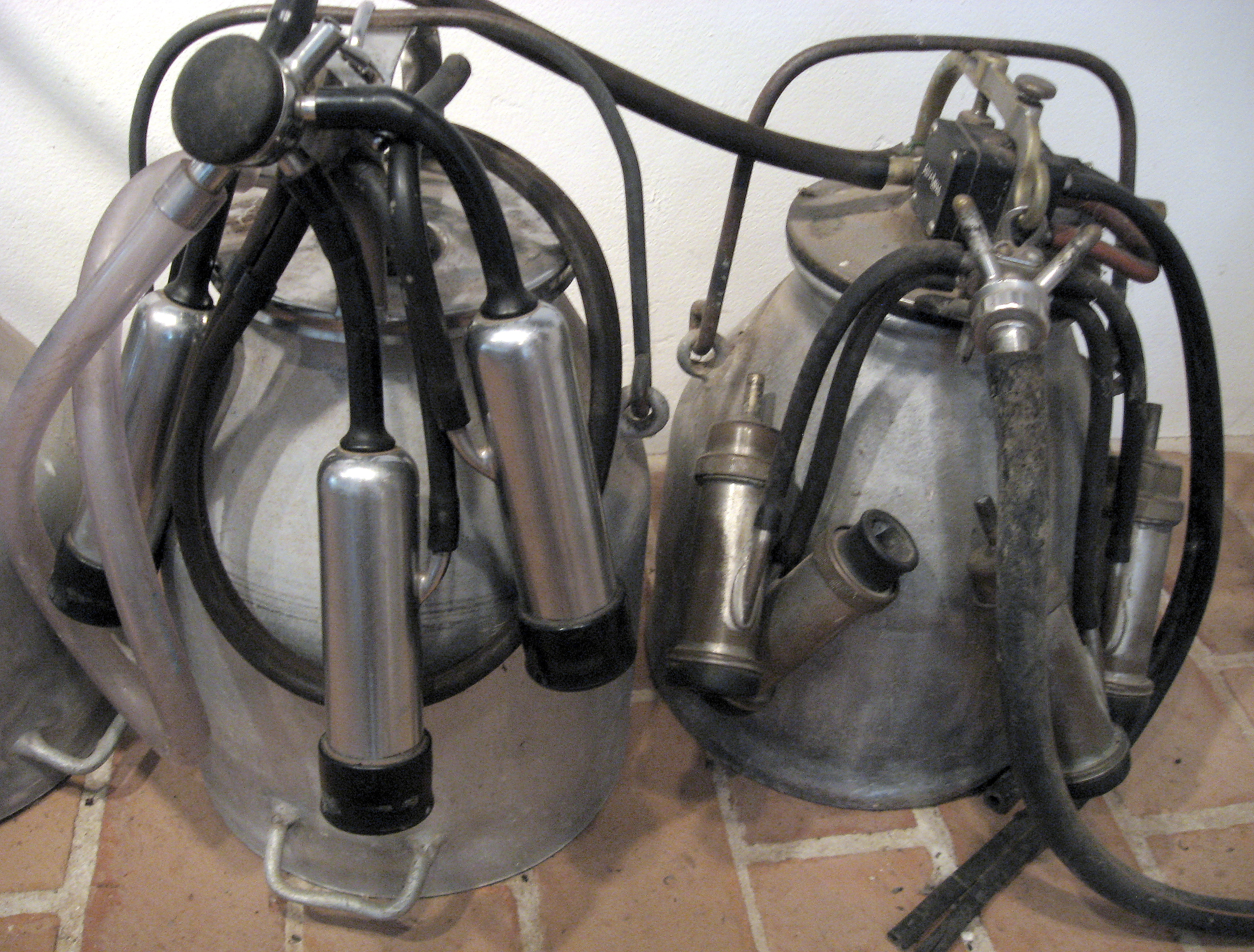
Pots trayeurs Alfa Laval de 1950 et 1924.

## Machine

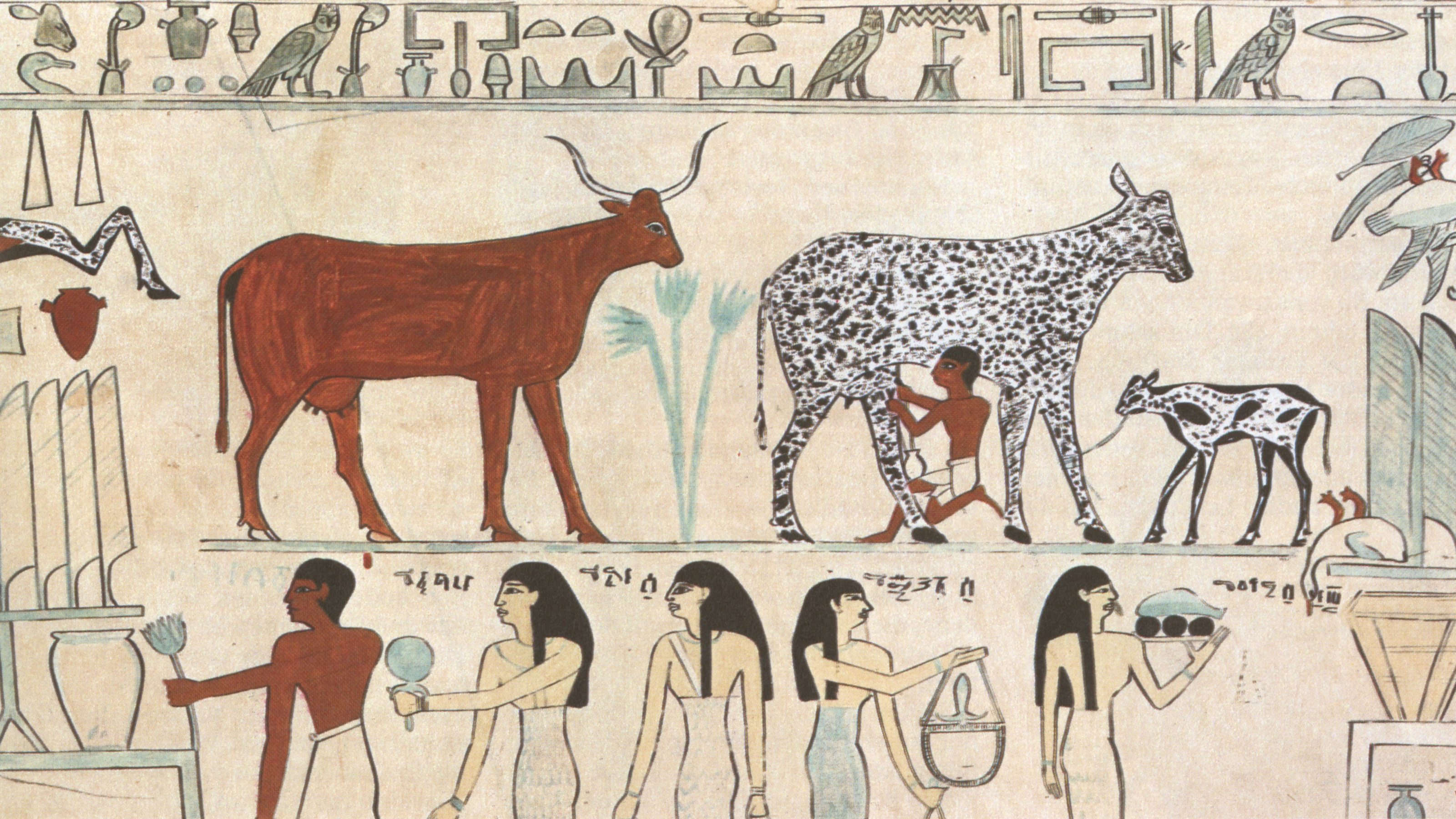
La traite, hiéroglyphe égyptien

Les premiers essais pour faciliter la traite manuelle, assez astreignante, datent d'environ 400 av. J.-C., en Égypte, avec l'utilisation de pailles de blé introduites dans le trayon pour l'écoulement du lait.

### Les sondes trayeuses
Vers 1830, l'idée de mécanisation apparait devant le constant développement de l'élevage laitier.

En Angleterre, le 26 mars 1836, William Blurton dépose un brevet de Méthode et appareil pour extraire le lait des vaches et autres animaux, un siphon à traire (de petits tubes métalliques munis d'un siphon sont introduits dans le canal trayon de chaque pis de la vache). Ce système entraînant à l'usage répété des infections de la mamelle, la recherche se dirige vers d'autres moyens ; il sera tout de même vendu en France sous le nom de sondes Davies (ou David) jusque dans les années 1930.

### Les appareils pardépression

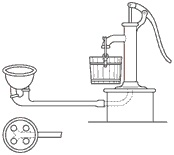
Invention d'Anna Baldwin, 1879

Le 1er janvier 1860, l'américain Leighton O. Colvin invente une machine à traire composée de quatre « gobelets » en métal placés sur les trayons, le lait se trouvait aspiré par deux pompes à vide à membrane de caoutchouc, actionnée par deux manettes, et s'écoulait dans un seau. Il chercha à améliorer sa machine qui était très douloureuse pour les vaches. Il s'est vendu 1 500 machines en Europe,.
Le 8 septembre 1879, Anna Corey Baldwin invente un bol de succion relié à une pompe à air manuelle, le lait s'écoulant dans un seau.
Le 4 mai 1892, l'américain William Marshall Mehring dépose son premier brevet, s’inspirant des inventions des deux précédents, sa machine se compose de quatre gobelets et d'une pompe manuelle. Il continuera à la perfectionner, déposant un brevet de pulsateur en 1915.
En 1895, l'écossais Alexander Shields brevète un système qu'il appelle « pulsateur » et créé la Thistle Mechanical Milking Machine Company.

La machine de Shield introduit malheureusement une bactérie qui contamine le lait, le directeur de la Thistle Company Robert Kennedy démissionne et contacte l'ingénieur écossais William Lawrence afin de réaliser un système amélioré. Ce sera la machine Lawrence-Kennedy en 1897.
Le 1er juin 1903, l'australien Alexander Gillies dépose le premier brevet de gobelet trayeur pneumatique à deux chambres (« manchons »), du caoutchouc à l'intérieur d'un gobelet rigide. Un pulsateur créé les procédures d'aspiration et de massage. Il installe son invention sur la machine Lawrence-Kennedy qui sera commercialisée sous le nom de Lawrence-Kennedy-Gillies (LKG). Exportée aux États-Unis, elle devient la Burrell-Lawrence-Kennedy (BLK).
En 1906, la machine à traire à double chambre de J. et K. Wallace, présentée par les établissements Chalifour et Cie à Paris, reçoit la médaille d'argent au concours général agricole. Un pulsateur commande les quatre gobelets reliés par un tuyau à un pot à lait posé sur le sol.
En France, de 1922 jusqu'au début des années 1970, l'entreprise belge Mélotte commercialise le « pot suspendu », un pot trayeur en inox fixé à une sangle ventrale autour de la vache.
Vers 1930, Robert Fleury, qui sera directeur général de la Société des Caves de Roquefort, met au point la première machine à traire les brebis, avec Alfa Laval.

## Description
L'élément principal d'une machine à traire est le gobelet trayeur qui est appliqué sur le trayon de l'animal et imite la succion exercée par sa progéniture. Les pulsations du gobelet trayeur, agissant comme une suite régulière de phases d'aspiration et de massage, sont obtenues au moyen d'un pulsateur.
La machine à traire étant en contact direct avec l'animal doit être réglée précisément pour lui éviter toute blessure et ne pas provoquer l'apparition de mammites. Par ailleurs, toutes les parties qui recueillent le lait, liquide biologique fragile, doivent être nettoyées et désinfectées soigneusement.
Jusqu'à la fin du XXe siècle, la machine à traire nécessitait la présence d'un opérateur humain pour laver les trayons de la vache et installer les gobelets trayeurs. Le retrait des gobelets trayeurs s'automatise de plus en plus (par détection de l'arrêt de descente de lait) et on voit apparaître vers les années 2000 des machines à traire entièrement automatisées.
Ces « robots de traite », sont capables d'alerter automatiquement l'éleveur d'une baisse suspecte de lactation d'une vache, voire d'analyser en temps réel la qualité du lait. L'éleveur peut alors utiliser ces informations pour adapter la ration alimentaire fournie à l'animal, ou procéder à un examen sanitaire approfondi pour analyser les causes des variations observées.

### Galerie

Différents types de traite
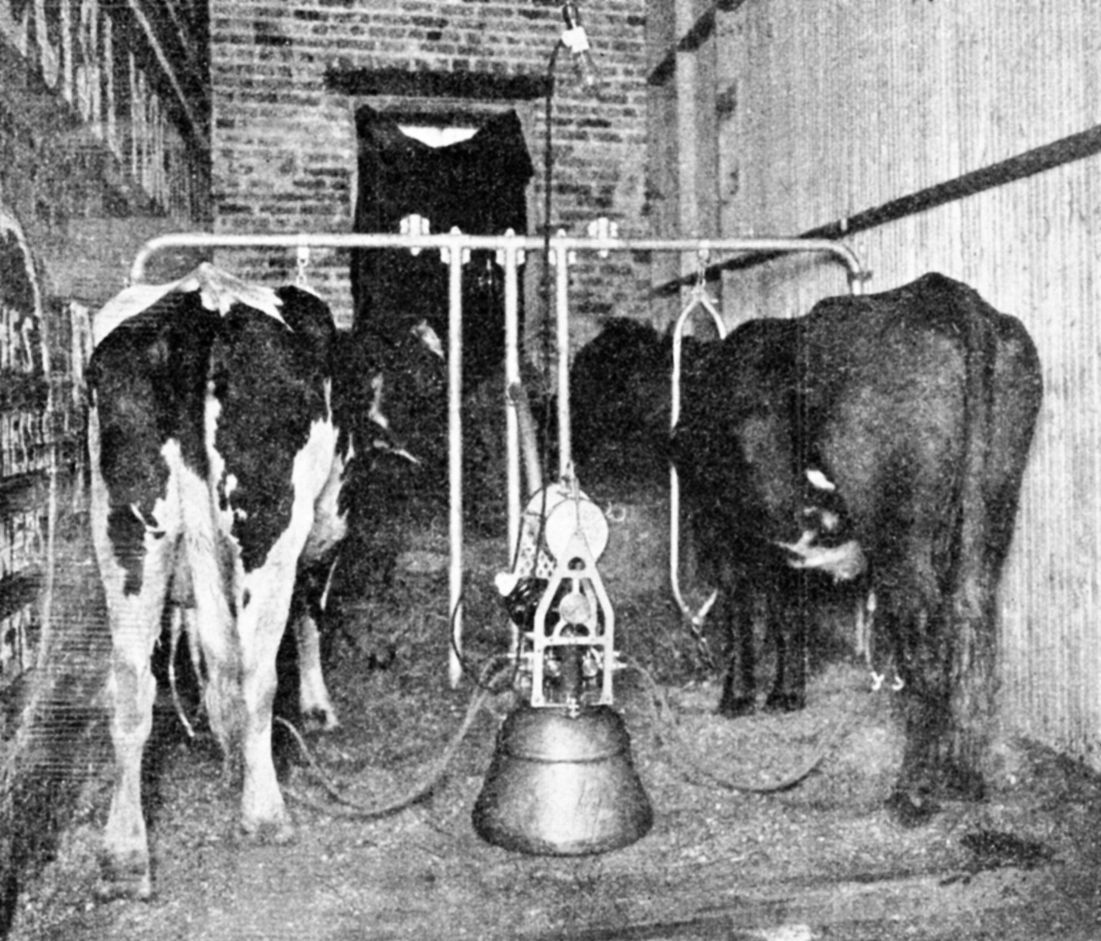
Traite au pot trayeur, 1910
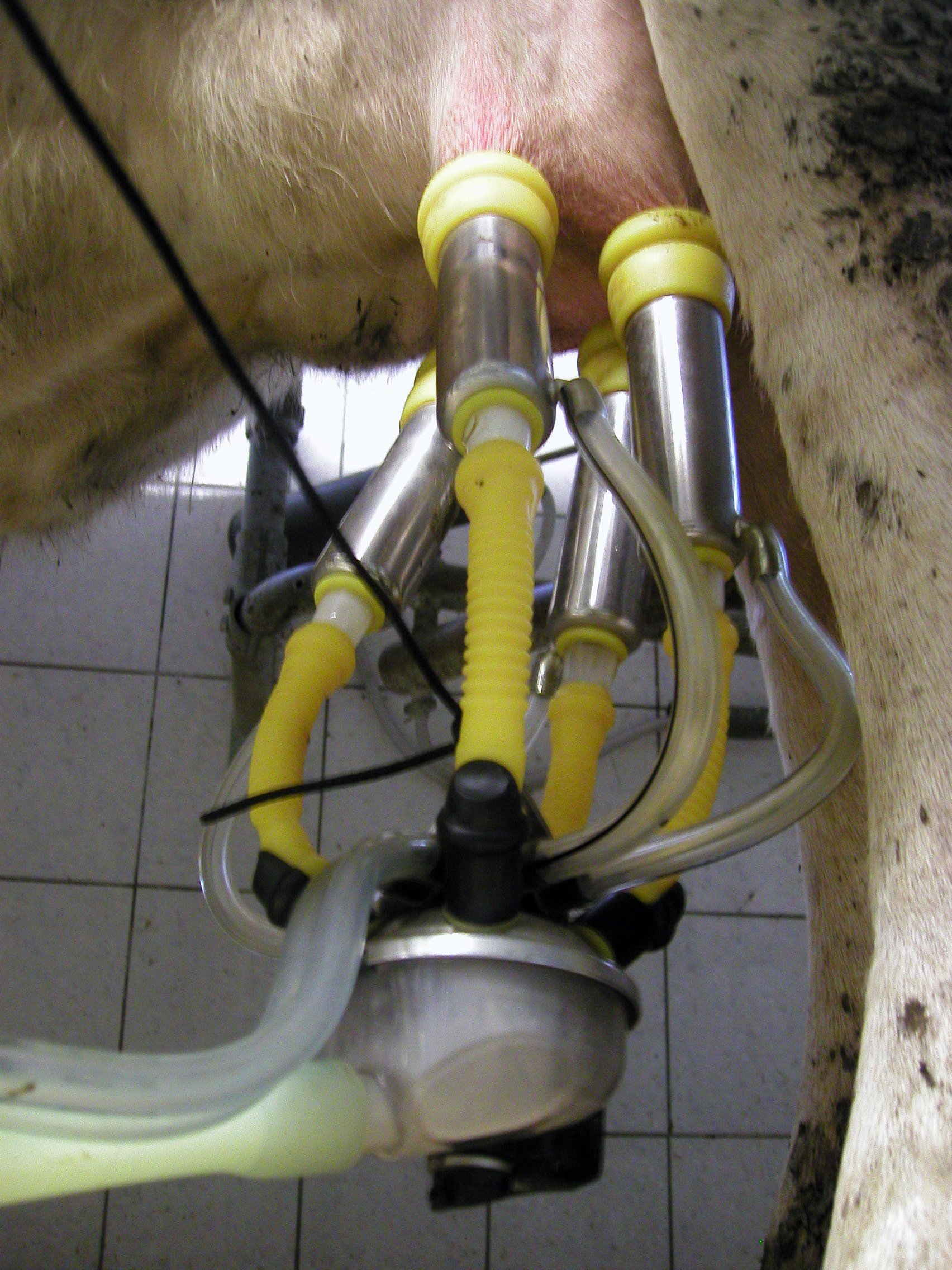
Traite en salle de traite, France, 2008. Vue de la griffe de traite avec son cordon de décrochage automatique.
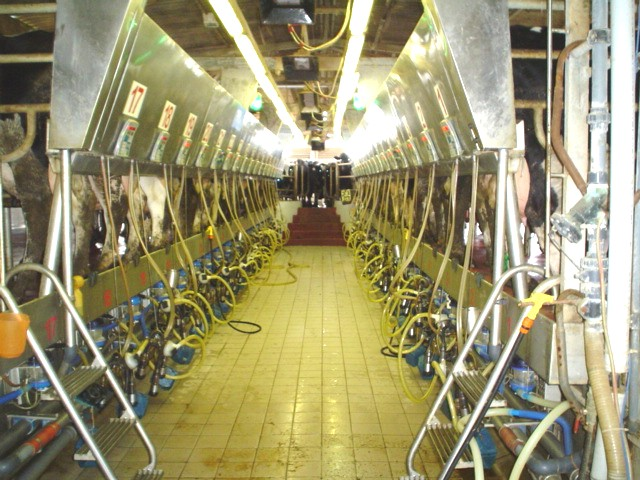
Salle de traite parallèle BouMatic
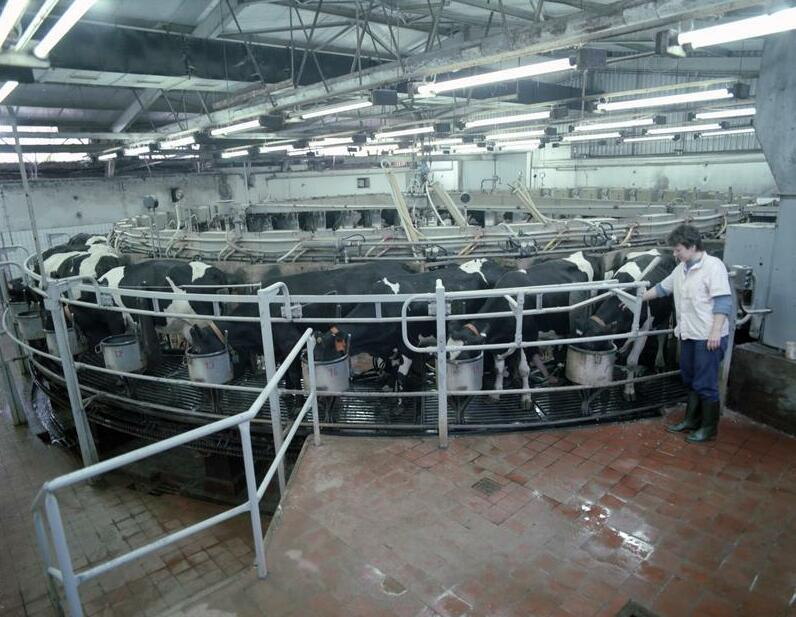
Salle de traite rotative qui permet la traite de 200 vaches par heure, 1985
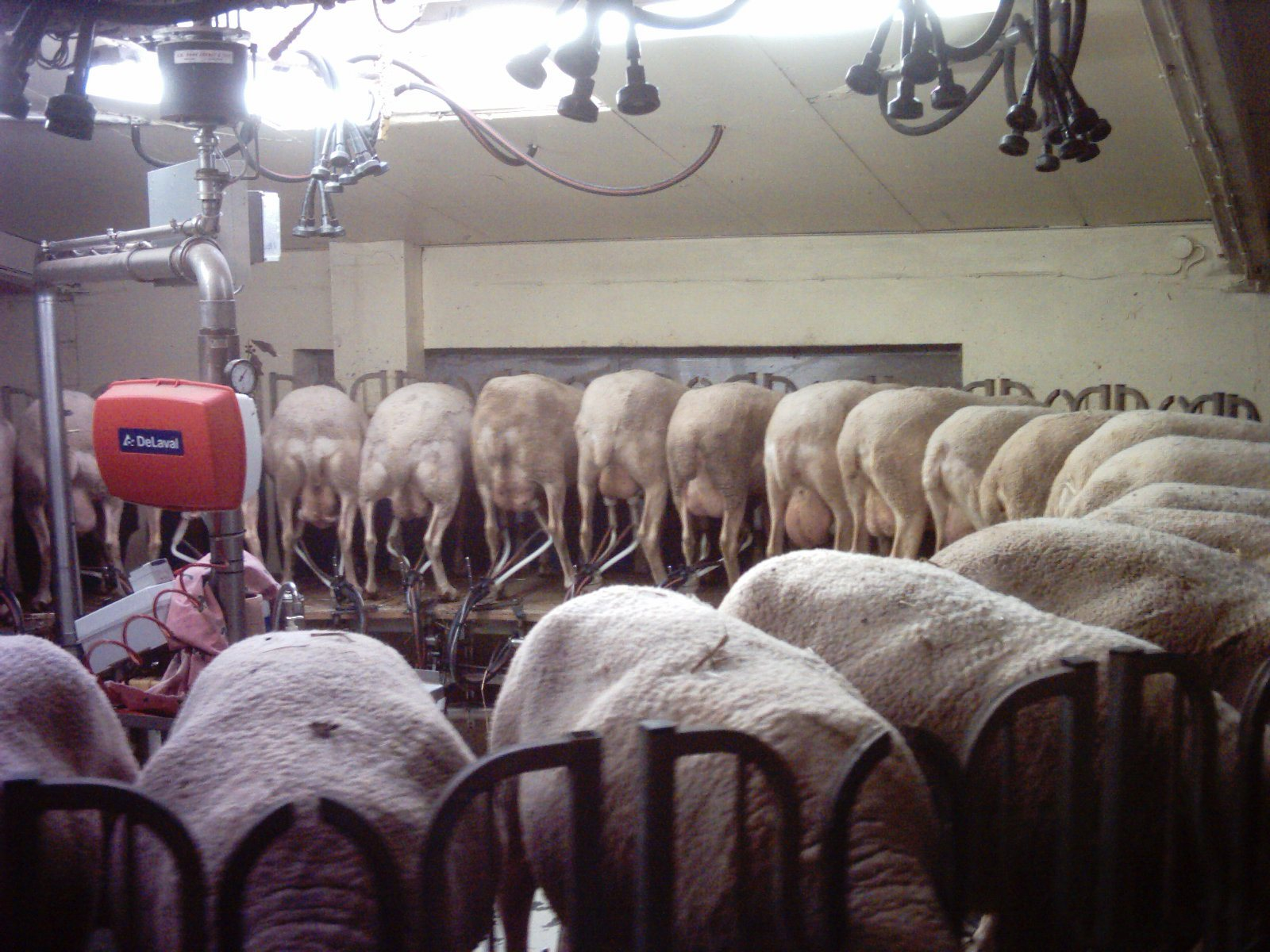
Salle de traite rotative pour brebis, 2006
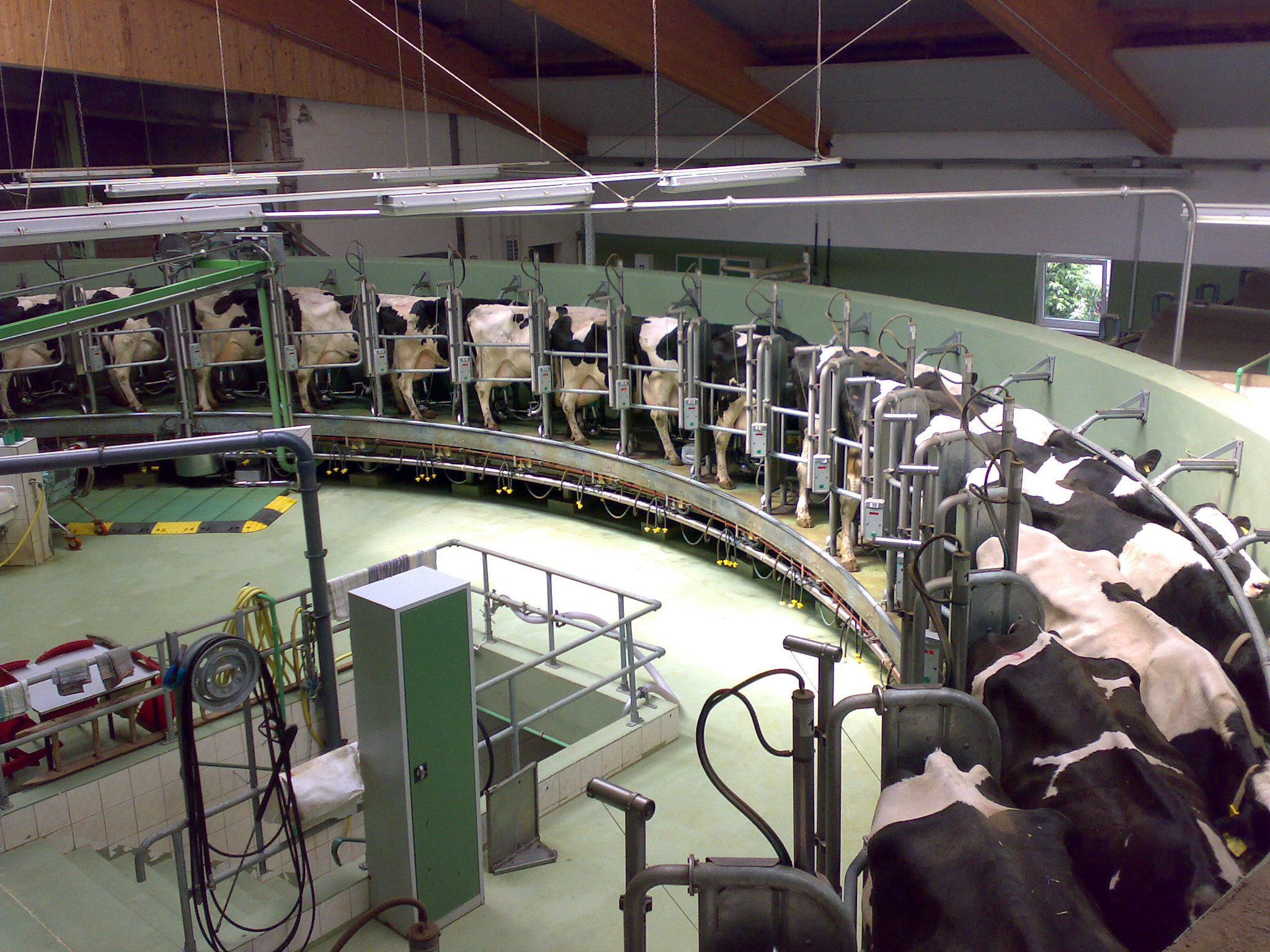
Autre salle de traite rotative contenant 80 vaches, 2009

## La traite à l'extérieur
Elle est en usage au pâturage dans les zones de montagne lorsque les animaux sont en alpage, et est effectuée à l'aide de chariots de traite mobile, ou de machines remorquées ou automoteurs. Ces systèmes de traite sont également robotisables.

## La traite entravée

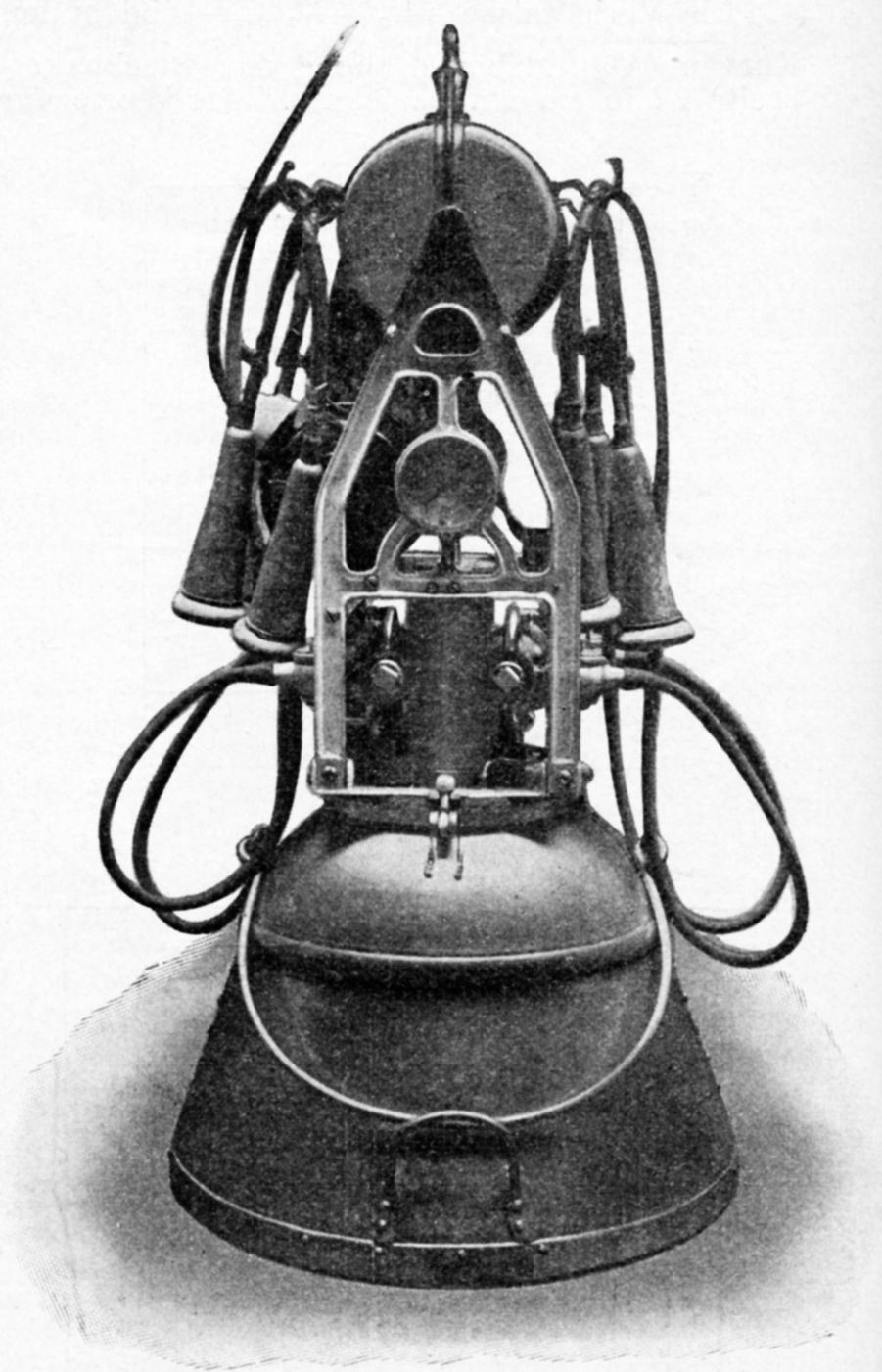
Pot trayeur pneumatique portatif avec deux griffes de traite, 1910

Elle est effectuée à l'intérieur dans l'étable et en chèvrerie avec :
- pot trayeur : la griffe de traite alimente un pot à lait qu'il faut déplacer. Travail fastidieux dans le nettoyage et la manipulation. Avec deux pots trayeurs, la moyenne de traite est de dix vaches par heure[14],
- lactoduc : on ne déplace que les griffes de traite que l'on branche au lactoduc relié directement au tank à lait. Pour trois emplacements pour les animaux, la moyenne de traite est de quinze vaches par heure. Et pour six places, la moyenne est de trente vaches par heure, avec une automatisation en fin de traite, et un personnel de deux trayeurs[15].

Ces deux méthodes sont largement répandue dès 1945.

## Les différentes salles de traite

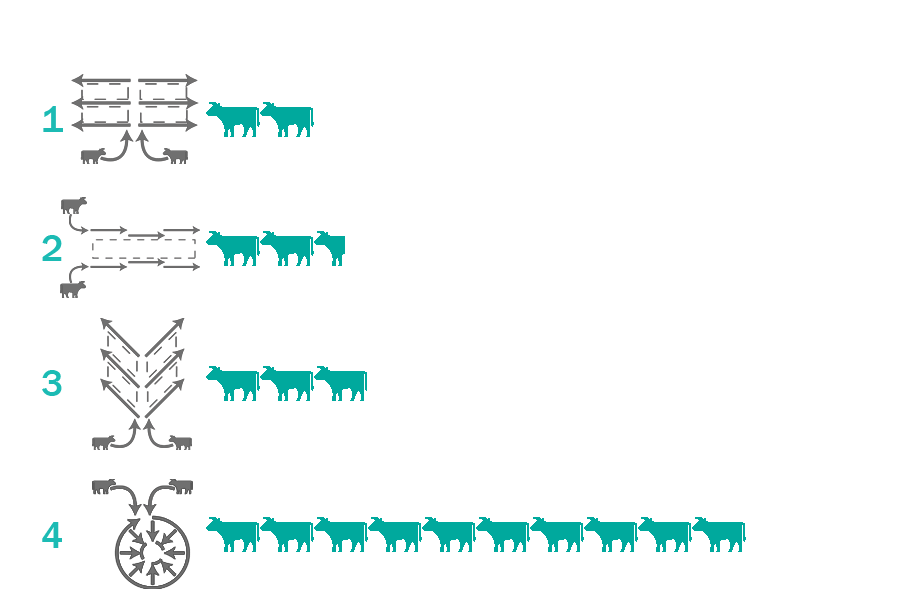
1. Parallèle : 50 vaches/h
2. Swing over : 60 vaches/h
3. Épi : 75 vaches/h
4. Rotative : 250 vaches/h

Les animaux sont amenés dans une aire d'attente, avant de se déplacer vers la salle, en stabulation. Il faut être particulièrement attentif aux courants vagabonds qui peuvent perturber les animaux.

### Parallèle
Première salle de traite inventée, elle est adaptée aux petits à très grands troupeaux mais nécessite une grande salle. Elle était d'usage courant dans les années 1930 et 1950, elle n'est plus sur le marché français.

### Tunnel
Très utilisée également dans les années 1930 et 1950 pour les vaches, elle est maintenant principalement utilisée pour les chèvres pour des troupeaux de moins de 200 têtes (1 h 30 de traite). Les animaux sont alignés serrés en file indienne sur un quai (ou plusieurs) de faible largeur.

### Tandem ou côte à côte
La salle est destinée à de petites à moyennes exploitations possédant jusqu'à 60 vaches. La traite est effectuée par l'arrière. Largement en activité aux années 1960, elle est délaissée causant des troubles musculosquelettiques aux trayeurs, puis début 1980 se voit de nouveau d'actualité grâce au « tandem automatisé ».

Ce système, composé d'un ou plusieurs quais, est également utilisé en chèvrerie.

### Épi ou herringbone

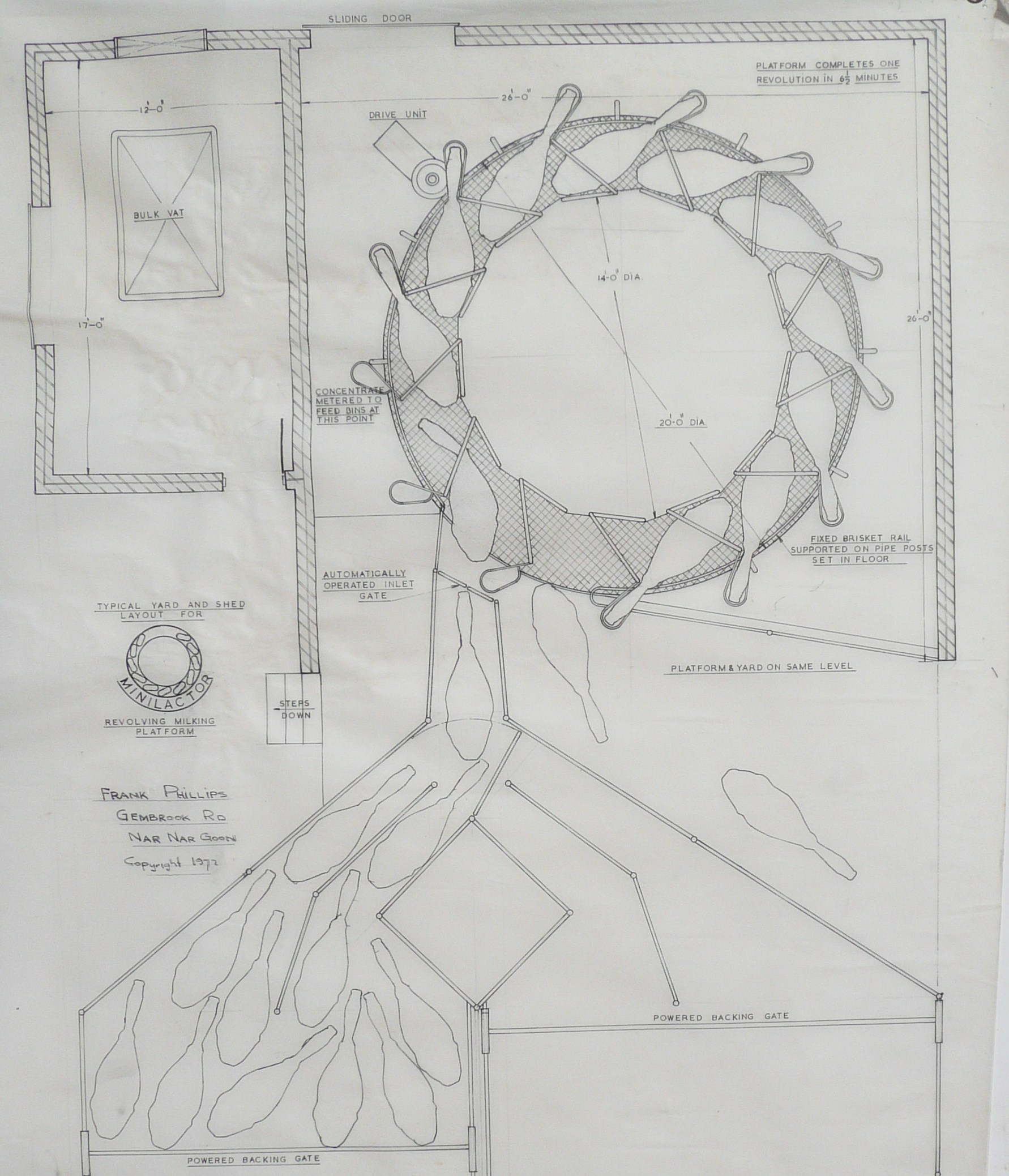
Plan de salle de traite rotative en épi

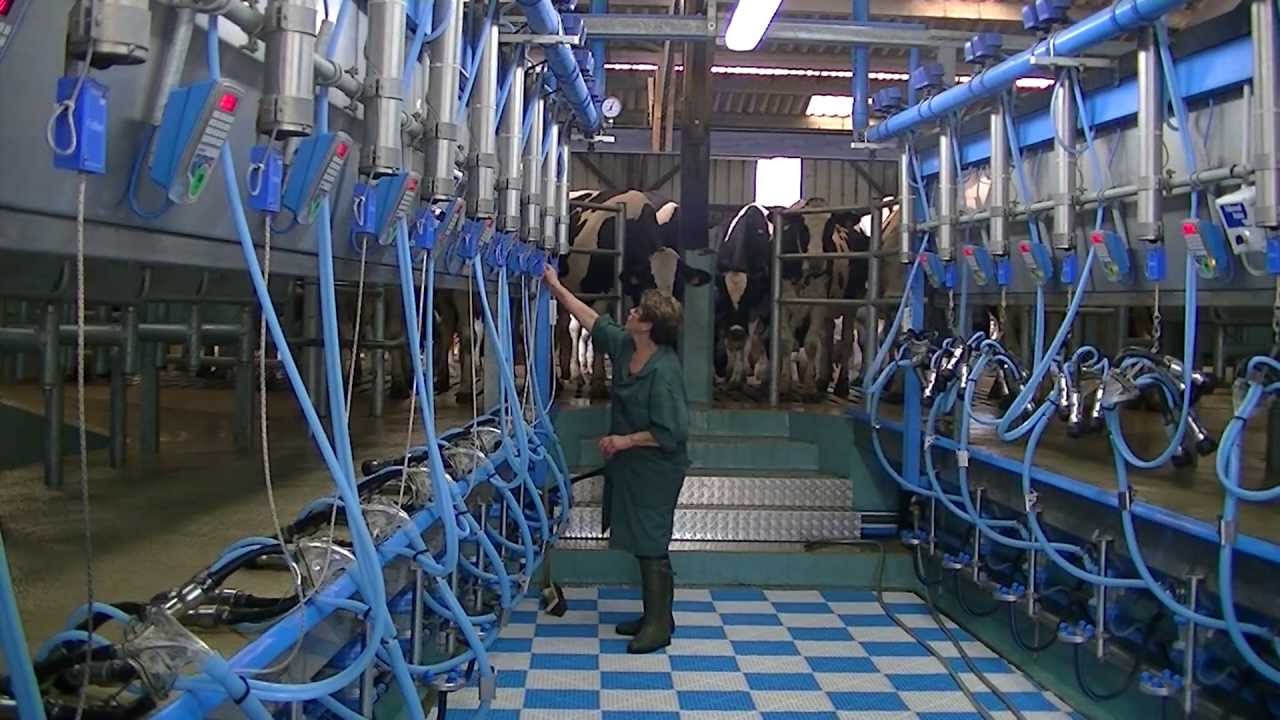
Salle de traite

D'origine australienne, cette salle est utilisée depuis les années 1950. Elle est recommandée à partir de 15 vaches.

Elle est très utilisée en chèvrerie, où les animaux sont disposés en arête de poisson sur deux quais, le trayeur circulant au centre.
Correspondent pour des troupeaux de 40 à 70 vaches laitières. Celle-ci a un débit de 47 vaches à l'heure.
Elle a un prix de 40 000 € pour une 2*5.

#### Installation de traite simple équipement (swing over)
Ce système automatisé, de traite alternée en ligne haute, est installé dans les salles de traite classiques, en épi ou en traite par l’arrière, munies d'une fosse et de deux quais. Les faisceaux-trayeurs suspendus circulent dans l'allée centrale, manipulés par un opérateur, le lait étant évacué par lactoduc.
Correspond à des troupeaux variant de 70 à 120 vaches laitières. Souvent des grandes tailles.
Il faut compter un prix de 100 000 euros pour une 2 fois 12 en 2014.

### Rotative

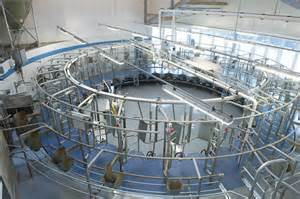
traite rotative.

Elle est aussi appelée roto de traite, manège de traite ou carrousel. Les roto convient à des troupeaux de 75 à 150 vaches laitières. Il permet de traire 80 vaches par heure.
Son prix est de 120 000 € pour un 20 places en traite intérieur.
Pour les rotos équipés de décrochage automatique, le budget oscille entre 5 800 €/an (sans compteur à lait) et 7 300 €/an (avec compteurs à lait)… »

#### Traite des chèvres
Une étude rendue par la chambre d'agriculture des Deux-Sèvres, en décembre 2009, conclut qu'il faut 1 h 41 pour traire un troupeau de 737 chèvres, à une cadence de 445 chèvres par heure, soit 9 s par chèvre, avec 1,6 litre de lait chacune, sur la traite du matin.

#### Traite des vaches
Pour 24 places et un personnel de 2 trayeurs, le rendement de traite est en moyenne de 100 l de lait par heure.
Depuis 2010, il existe un roto de traite entièrement automatisé, l'AMR, qui fut présenté au salon EuroTier (de) à Hanovre par la société DeLaval. Il permet la traite de 90 vaches par heure, soit 540 bêtes trois fois par jour ou 800 deux fois par jour.

## Le robot de traite

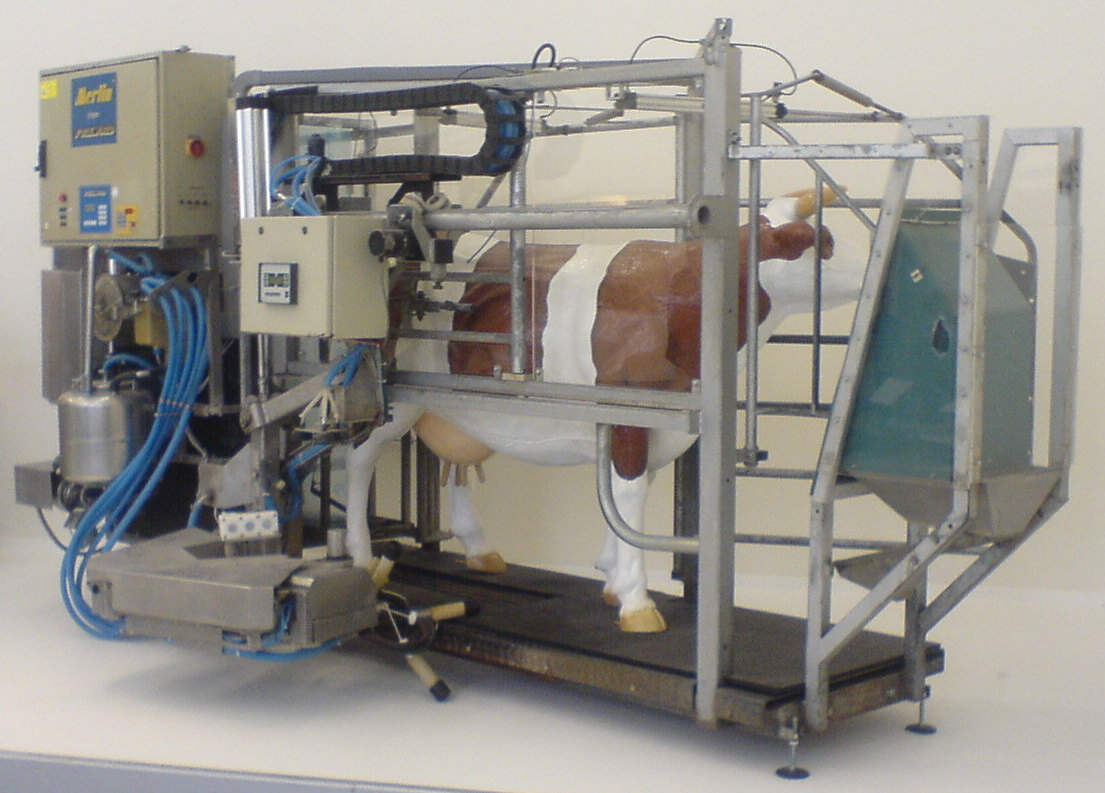
Unité automatique Fullwood Merlin, années 1990, Deutsches Museum

En 1992 le robot de traite de la marque Lely était un prototype. Le premier robot de traite de la marque Lely a été vendu en 1995 en France. En 2022 43 000 robots de traite Lely sont présents pour traire plus de 2 millions de vaches par jour. En 2015, il existait cinq marques qui commercialisent des robots en France, en plus de ceux de la marque Lely : DeLaval (en), GEA Farm Technologies, Boumatic, Fullwood et SAC.
Le robot est une salle ou un abri de traite, comportant une ou plusieurs unités de traite entièrement automatiques, qui fonctionne en général au moins 20h par jour. Les animaux peuvent se succéder presque sans interruption sur les postes de traite pendant ces 20 h alors qu'une installation manuelle n'est mise en fonctionnement qu'environ 3h par jour. ; cela permet de réduire significativement le nombre de postes même si le nombre de traites par animal est plus élevé. En conséquence la machinerie (groupe électro- pneumatiques, pompes et systèmes de contention) est aussi plus modeste.
L'ensemble est piloté par un ordinateur qui avertit le vacher en temps réel si besoin. L'ordinateur contrôle l'installation de l'animal dans la stalle en distribuant un aliment, le nettoyage et la détection des trayons, adapte la durée de la traite, désinfecte les trayons, et effectue le rinçage des manchons des gobelets. Les vaches sont traites de 2 à 4 fois par jour, ce nombre étant programmé pour chaque individu du troupeau. Un arrêt de la traite, généralement la nuit permet le nettoyage automatique de l'installation et éventuellement l'entretien ou la réparation de la machine.
Les données informatisées renseignent le comportement de chaque vache, la quantité de lait produit, détecté par un compteur interne, éventuellement agréé par le contrôle laitier. On peut aussi collecter des données concernant la qualité du lait et l'état de santé de l'animal.

## Au cinema
Dans le film Je vous trouve très beau la machine à traire joue un rôle important.